# کارستن مایر
کارستن مایر (آلمانی: Karsten Meyer؛ زادهٔ ۵ نوامبر ۱۹۳۷) قایقران قایق بادبانی اهل آلمان غربی بود.